# 5세대 비디오 게임기
비디오 게임의 역사에서 5세대 비디오 게임기(fifth generation of video game consoles)는 1993년 2월 20일부터 2006년 3월 23일까지 출시된 비디오 게임, 비디오 게임기 및 휴대용 게임기들을 가리킨다. 중앙처리장치의 연산비트를 따 32비트 시대(32-bit era)나 64비트 시대(64-bit era), 혹은 3D 시대(3D era)라 칭하기도 한다. 가정용 게임기 중에서 판매량 순위는 많이 팔린 순서로 소니 플레이스테이션, 닌텐도 64, 그리고 세가 새턴이었다.
4세대 비디오 게임기와 대조했을 때 5세대 시대 비디오 게임 산업의 두드러진 특징으로 2D 그래픽에서 벗어나 텍스처 매핑을 가미한 3차원 폴리곤 그래픽을 본격적으로 활용한 것이 있다. 또한 롬 카트리지보다 훨씬 더 여유로운 용량의 광 디스크(CD-ROM)를 게임 저장매체로 채택했다. 5세대 게임기들에선 애플 핍핀이나 세가 새턴의 세가 넷 링크처럼 게임기나 외부연결장치를 활용해 인터넷 통신을 지원하는 게임들이 나타나기 시작했다.
휴대용 게임기 시장에선 기업들의 발매한 기기들의 짧은 수명으로 상당한 파편화가 나타났다. 당시 발매된 세가 노마드, 닌텐도 버추얼 보이와 네오지오 포켓 모두 1~2년 가량만 생산하고 지원을 중단했다. 게임보이의 후속기기로서 1998년 발매된 닌텐도의 게임보이 컬러만이 5세대 게임기들 중 특출한 상업적 성공을 거뒀다.
5세대 게임기 시대는 1998년 11월 27일 드림캐스트 일본 출시로 시작된 6세대 비디오 게임기 시대와 겹치는 기간이 상당히 길다. 5세대 시대는 플레이스테이션의 변형판 PSOne이 2006년 3월 23일 단종하면서 종료됐다. 이는 7세대 게임기 시대가 시작한 지 1년 후였다.

## 역사

### CD 대 카트리지
이 시대에 도입된 광 디스크 저장매체는 CD 음질 오디오(음악 및 목소리)와 컴퓨터 애니메이션 및 실사 영상 풀 모션 비디오를 게임 내에서 재생할 수 있었다.

## 휴대용 게임기

### 기타 기기

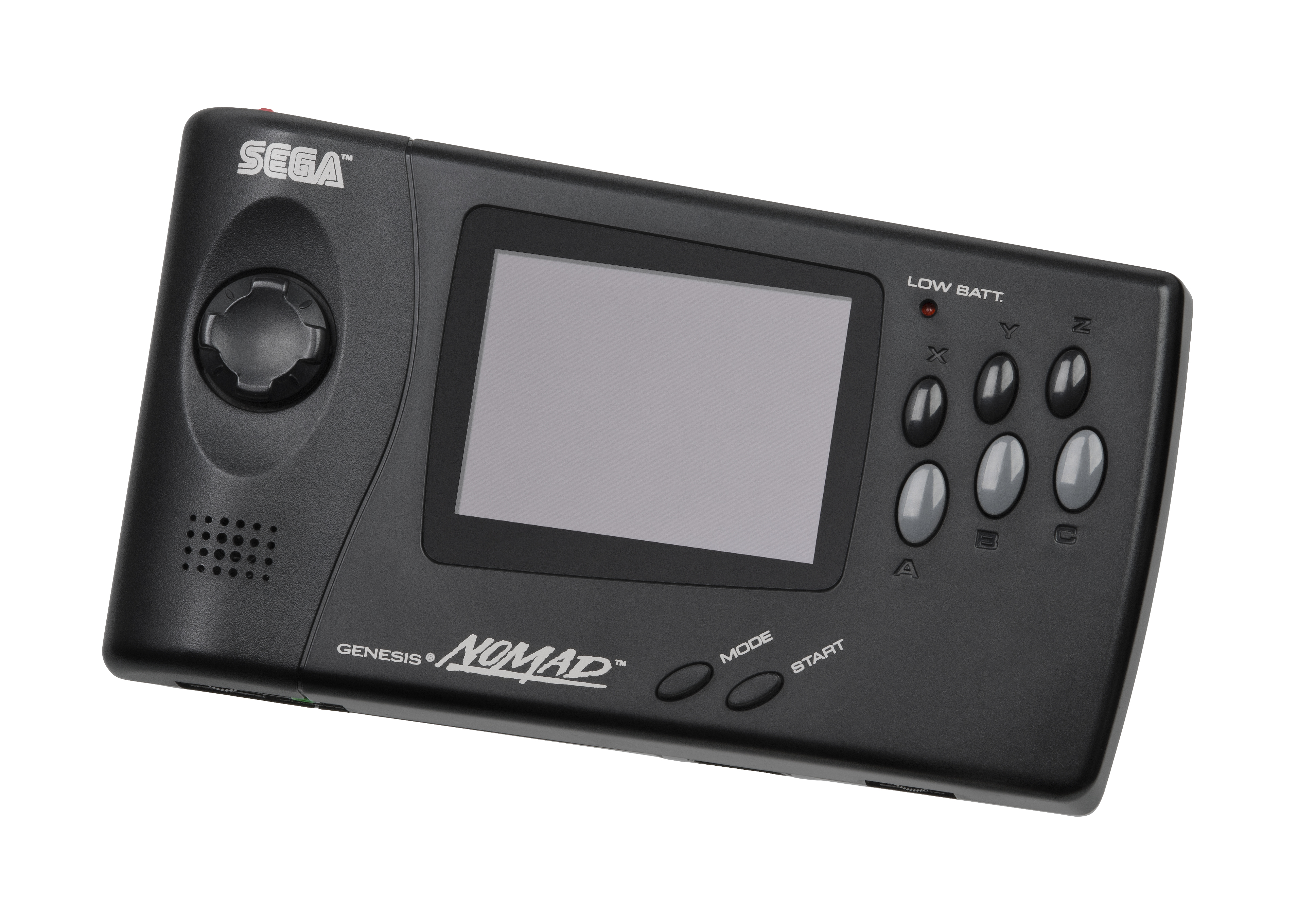
노매드 1995년 미국에서만 출시
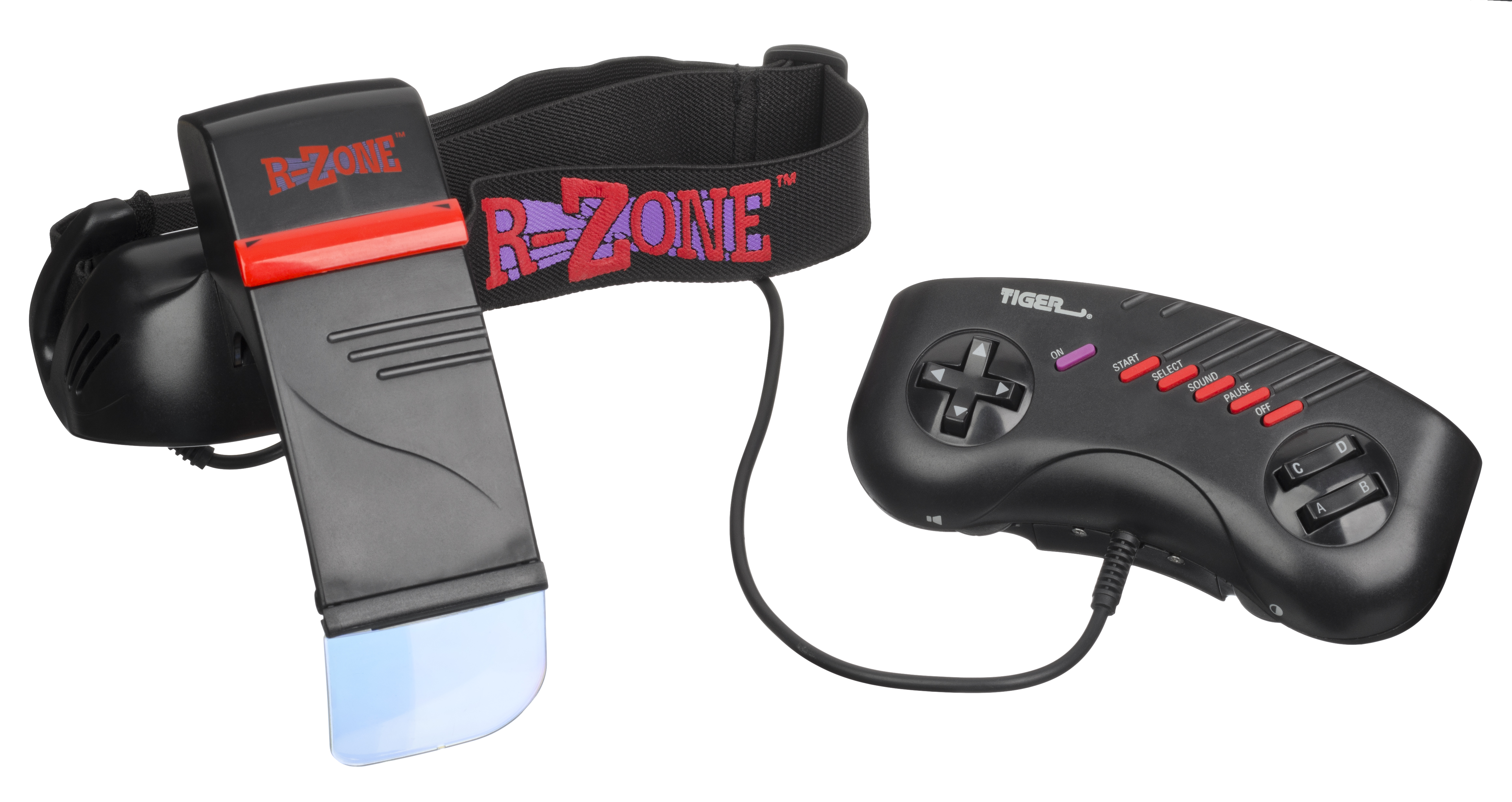
R존 1995년 미국에서만 출시
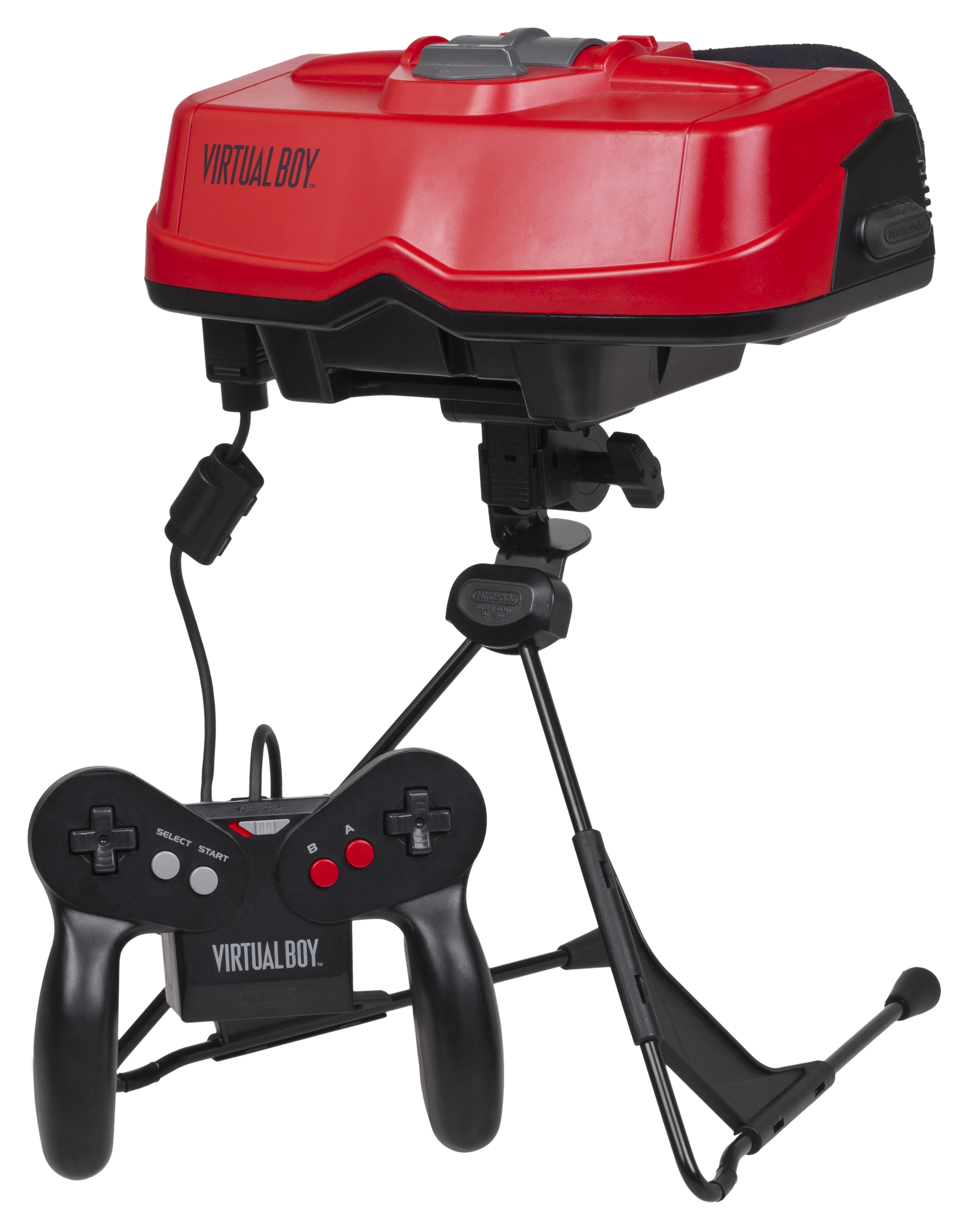
버추얼 보이 1995년 출시
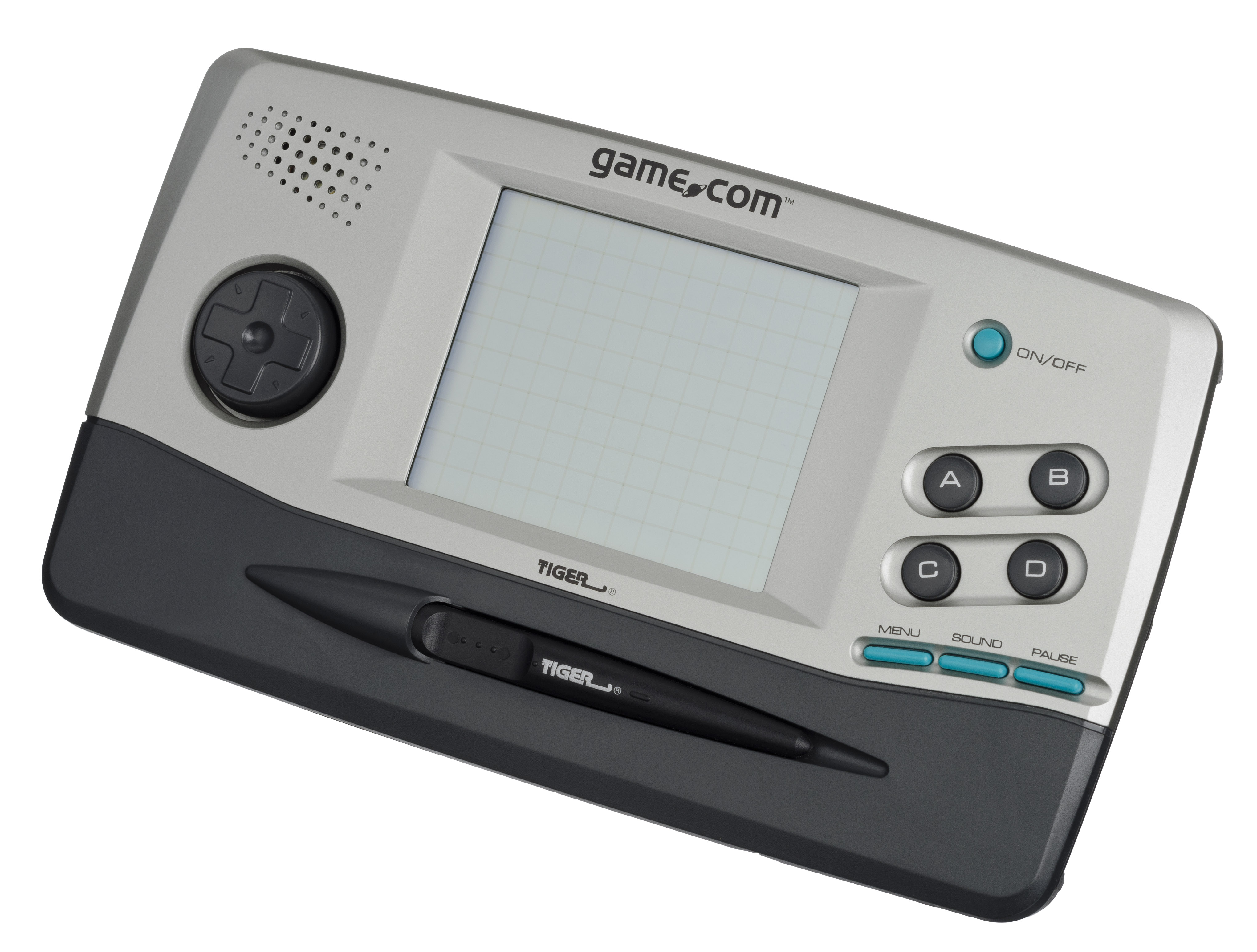
Game.com 1997년 출시
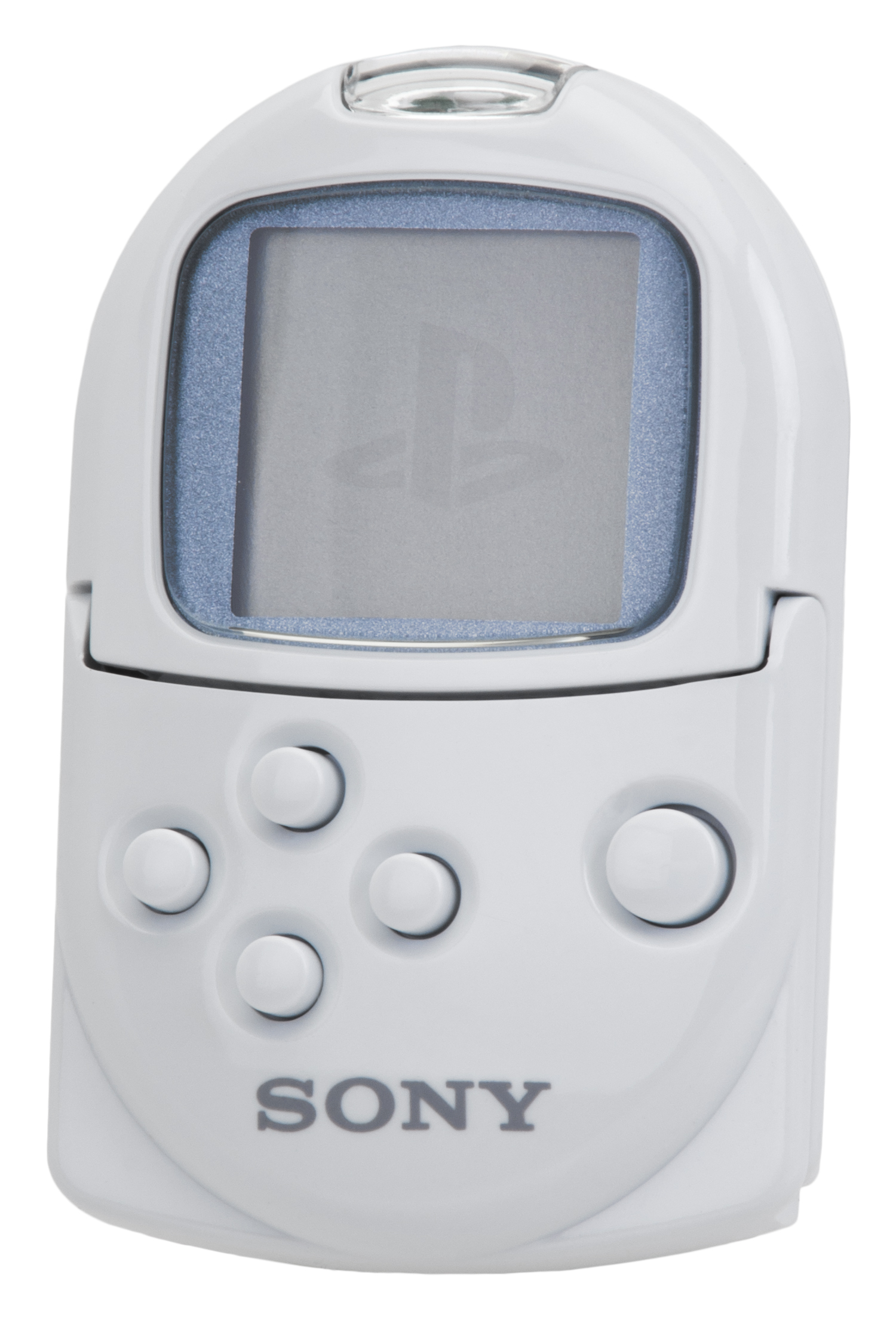
포켓스테이션 1999년 일본에서만 출시

## 참조